# Presidente de Comores
O presidente das Comores é o chefe de estado e de governo da União das Comores. Atualmente, e desde 26 de maio de 2024, o presidente das Comores é Azali Assoumani, cujo mandato termina a 26 de maio de 2029.

## Lista de chefes de Estado (1977-presente)
| Nº                                                 | Retrato                        | Nome                                                                                                | Mandato                        | Mandato                        | Partido                        |
| Estado das Comores (1975-1978)                     | Estado das Comores (1975-1978) | Estado das Comores (1975-1978)                                                                      | Estado das Comores (1975-1978) | Estado das Comores (1975-1978) | Estado das Comores (1975-1978) |
| -------------------------------------------------- | ------------------------------ | --------------------------------------------------------------------------------------------------- | ------------------------------ | ------------------------------ | ------------------------------ |
| 1                                                  |                                | Ahmed Abdallah (Presidente do Governo) (1919-1989)                                                  | 6 de julho de 1975             | 3 de agosto de 1975            | UDC                            |
| 2                                                  |                                | Said Mohamed Jaffar (Presidente do Conselho Nacional da Revolução) (1918-1993)                      | 3 de agosto de 1975            | 3 de janeiro de 1976           | RDPC                           |
| 3                                                  |                                | Ali Soilih (Chefe de Estado) (1937-1978)                                                            | 3 de janeiro de 1976           | 13 de maio de 1978             | RDPC                           |
| 4                                                  |                                | Disse Atthoumani (Presidente da Direção Político-Militar)                                           | 13 de maio de 1978             | 23 de maio de 1978             | Independente                   |
| República Federal Islâmica das Comores (1978-2001) |                                | |                                |                                |                                |
| -                                                  |                                | Ahmed Abdallah e Mohamed Ahmed (Co-presidentes da Direção Político-Militar) (1919-1989) (1917-1989) | 23 de maio de 1978             | 3 de outubro de 1978           | UDC                            |
| (1)                                                |                                | Ahmed Abdallah (Presidente da República) (1919-1989)                                                | 3 de outubro de 1978           | 26 de novembro de 1989         | UDC                            |
| -                                                  |                                | Said Mohamed Djohar (Presidente Interino) (1919-2006)                                               | 27 de novembro de 1989         | 29 de setembro de 1995         | UDC/UCP                        |
| 5                                                  |                                | Said Mohamed Djohar (Presidente Interino) (1919-2006)                                               | 27 de novembro de 1989         | 29 de setembro de 1995         | UDC/UCP                        |
| 6                                                  |                                | Combo Ayouba (1952-2010)                                                                            | 29 de setembro de 1995         | 2 de outubro de 1995           | Militar                        |
| -                                                  |                                | Mohamed Taki Abdoulkarim & Disse Ali Kemal (Interino) (1936-1998) (????-????)                       | 2 de outubro de 1995           | 5 de outubro de 1995           | UND/PUFI                       |
| -                                                  |                                | Caabi El-Yachroutu Mohamed (Presidente Interino) (n.1949)                                           | 5 de outubro de 1995           | 26 de janeiro de 1996          | RDR                            |
| (5)                                                |                                | Said Mohamed Djohar (1919-2006)                                                                     | 26 de janeiro de 1996          | 25 de março de 1996            | RDR                            |
| 6                                                  |                                | Mohamed Taki Abdoulkarim (1936-1998)                                                                | 25 de março de 1996            | 6 de novembro de 1998          | RDR                            |
| -                                                  |                                | Tadjidine Ben Saïd Massounde (Presidente Interino) (1933-2014)                                      | 6 de novembro de 1998          | 30 de abril de 1999            | Independente                   |
| 7                                                  |                                | Azali Assoumani (Chefe de Estado) (n.1959)                                                          | 30 de abril de 1999            | 23 de dezembro de 2001         | Militar                        |
| União das Comores (2001-presente)                  |                                | |                                |                                |                                |
| 7                                                  |                                | Azali Assoumani (n.1959)                                                                            | 23 de dezembro de 2001         | 21 de janeiro de 2002          | Militar                        |
| -                                                  |                                | Hamada Madi (Presidente em exercício) (n.1965)                                                      | 21 de janeiro de 2002          | 26 de maio de 2002             | CRC                            |
| (7)                                                |                                | Azali Assoumani (n.1959)                                                                            | 26 de maio de 2002             | 26 de maio de 2006             | CRC                            |
| 8                                                  |                                | Ahmed Abdallah Mohamed Sambi (n.1958)                                                               | 26 de maio de 2006             | 26 de maio de 2011             | FNJ                            |
| 9                                                  |                                | Ikililou Dhoinine (n.1962)                                                                          | 26 de maio de 2011             | 26 de maio de 2016             | FNJ                            |
| (7)                                                |                                | Azali Assoumani (n.1959)                                                                            | 26 de maio de 2016             | 3 de fevereiro de 2019         | CRC                            |
| -                                                  |                                | Moustadroine Abdou (Presidente em exercício) (n.1969)                                               | 3 de fevereiro de 2019         | 26 de maio de 2019             | CRC                            |
| (7)                                                |                                | Azali Assoumani (n.1959)                                                                            | 26 de maio de 2019             | 26 de maio de 2024             | CRC                            |
| (7)                                                |                                | Azali Assoumani (n.1959)                                                                            | 26 de maio de 2024             | Presente                       | CRC                            |